# Alpes glaronaises
Les Alpes glaronaises sont un massif montagneux situé dans la partie centrale des Alpes en Suisse. Elles sont à cheval sur les cantons d'Uri, des Grisons, de Glaris, de Saint-Gall, de Schwyz et de Zoug.

## Géographie

### Situation
Les Alpes glaronaises sont drainées par la Reuss à l'ouest, le Rhin au sud et sont baignées par le lac de Walenstadt, le lac de Zurich, le lac de Zoug et le lac des Quatre-Cantons au nord.
Elles sont entourées par les Alpes uranaises à l'ouest, les Préalpes appenzelloises au nord-est, les Alpes orientales centrales (Rätikon et chaîne de Plessur) à l'est et les Alpes lépontines au sud (au-delà du col de l'Oberalp).
Elles comprennent entre autres les massifs du Tödi et du Rossberg.

### Principaux sommets

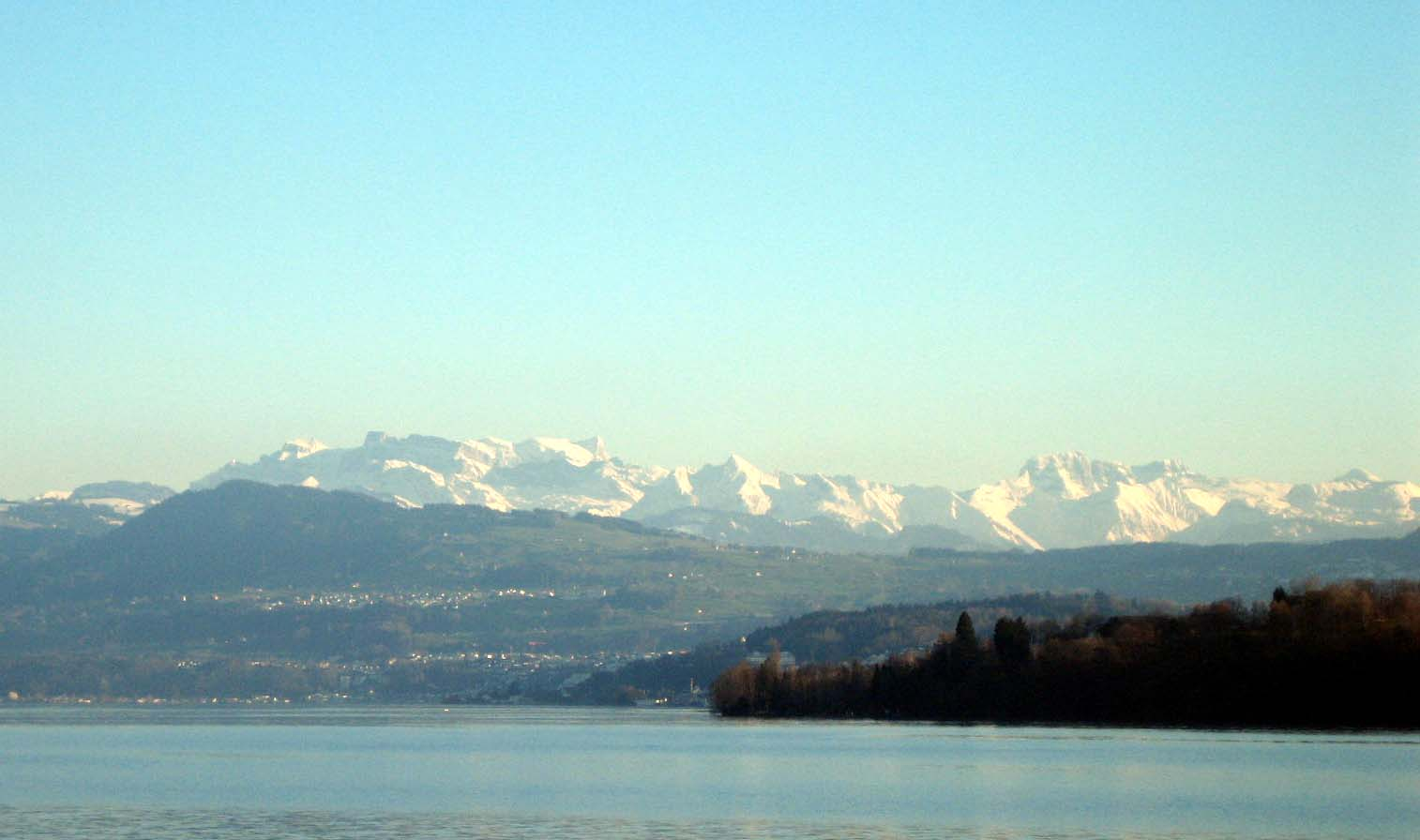
Vue sur les Alpes glaronaises depuis le lac de Zurich

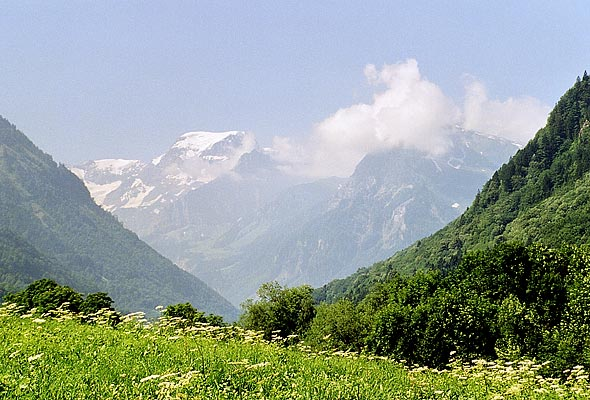
Paysage des Alpes glaronaises et Tödi

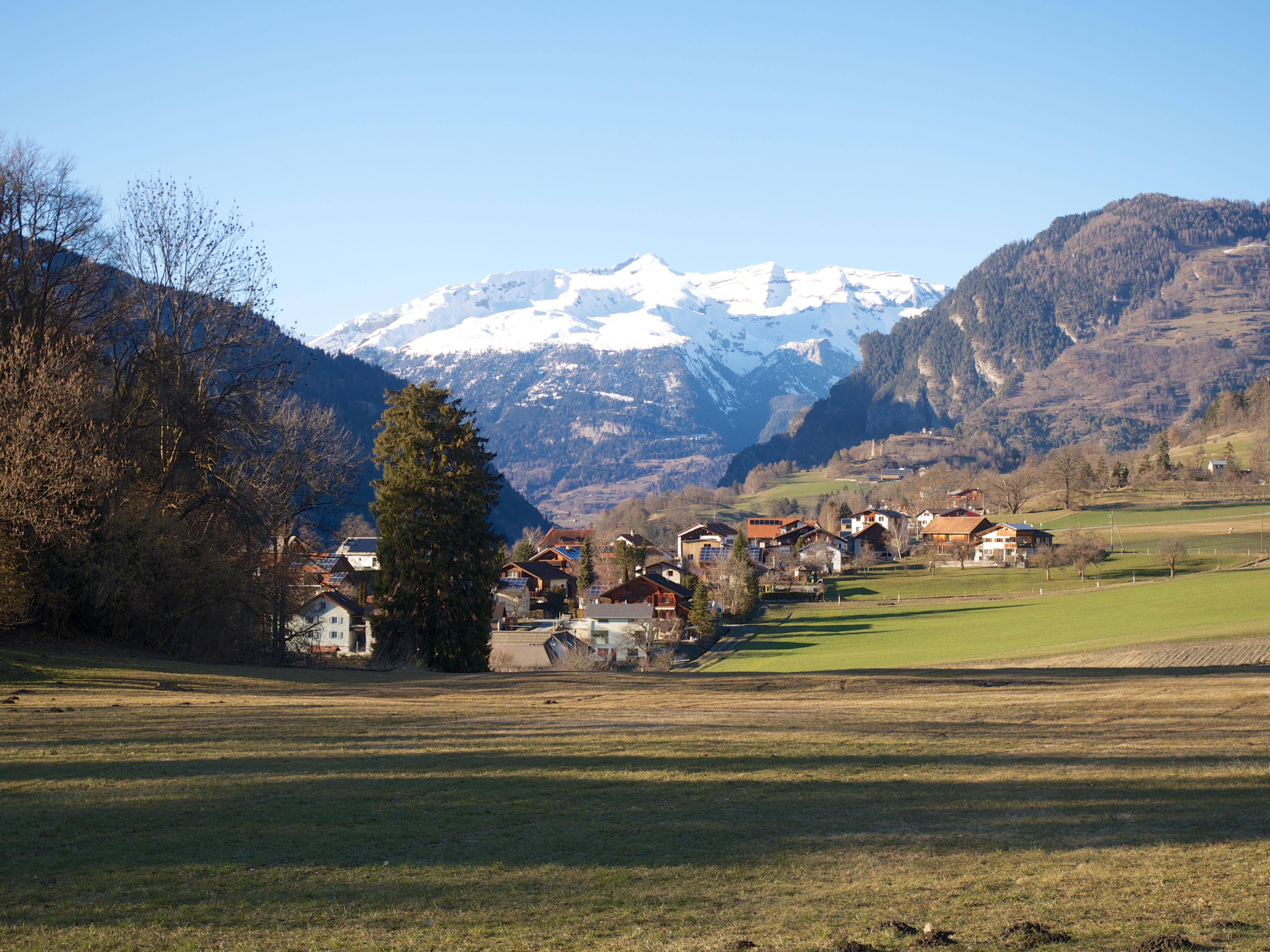
Le Crap Mats vu de Fürstenau en 2014

Le massif comprend 49 sommets de plus de 3 000 mètres.
1. Tödi (Piz Russein), 3 613 m
2. Tödi (Glarner Tödi), 3 586 m
3. Piz Dado, 3 432 m
4. Bifertenstock, 3 419 m
5. Tödi (Sandgipfel), 3 390 m
6. Piz Urlaun, 3 359 m
7. Oberalpstock, 3 328 m
8. Gross Schärhorn, 3 294 m
9. Piz Frisal, 3 292 m
10. Clariden, 3 267 m
11. Gross Düssi, 3 256 m
12. Cavistrau Grond, 3 252 m
13. Ringelspitz (Piz Barghis), 3 247 m
14. Chli Schärhorn, 3 234 m
15. Cavistrau Pign, 3 220 m
16. Chammliberg, 3 215 m
17. Piz Cambrialas, 3 208 m
18. Gross Windgällen, 3 187 m
19. Hausstock, 3 158 m
20. Gross Ruchen, 3 138 m
21. Glaserhorn, 3 128 m
22. Bündner Tödi, 3 124 m
23. Claridenhorn, 3 119 m
24. Tristelhorn (Piz da Sterls), 3 114 m
25. Ruchi, 3 107 m
26. Panärahörner, 3 106 m
27. Heimstock, 3 102 m
28. Piz Tumpiv, 3 101 m
29. Piz Segnas, 3 099 m
30. Piz Giuv, 3 096 m
31. Muttenstock, 3 089 m
32. Chli Oberälpler, 3 085 m
33. Hinter Schiben, 3 084 m
34. Rot Wichel, 3 084 m
35. Crispalt, 3 076 m
36. Chli Tödi, 3 076 m
37. Piz Posta Biala, 3 074 m
38. Bristen, 3 072 m
39. Brichplanggen Stock, 3 061 m
40. Piz Cazarauls, 3 061 m
41. Piz Nair, 3 059 m
42. Piz Sardona, 3 056 m
43. Chli Ruchi, 3 039 m
44. Hinter Selbsanft, 3 029 m
45. Bündner Vorab, 3 026 m
46. Trinser Horn (Piz Dolf), 3 028 m
47. Piz Ault, 3 027 m
48. Glarner Vorab, 3 018 m
49. Witenalpstock, 3 016 m

### Autres sommets remarquables
- Hochmättli, 2 251 m
- Nüenchamm, 1 904 m
- Rigi, 1 797 m
- Rossberg (Wildspitz), 1 579 m

## Géologie
Dans le prolongement des Alpes bernoises et uranaises, la partie méridionale du massif est constituée de roches cristallines alors que la partie septentrionale (préalpes) est constituée de calcaires.

## Activités

### Stations de sports d'hiver
| - Altdorf - Arth - Bad Ragaz - Braunwald - Breil/Brigels - Bürglen - Disentis/Mustér - Erstfeld - Falera - Filzbach - Flims - Flums - Illgau | - Küssnacht am Rigi - Laax - Luchsingen - Morschach - Quarten - Sattel - Schattdorf - Spiringen - Tujetsch - Unteriberg - Vilters-Wangs - Vitznau - Waltensburg/Vuorz |